# Zelleria abisella
Zelleria abisella är en fjärilsart som beskrevs av Pierre Chrétien 1910. Zelleria abisella ingår i släktet Zelleria och familjen spinnmalar. Inga underarter finns listade i Catalogue of Life.